# Доње Рашћане
Доње Рашћане су бивше насељено место у саставу града Вргорца, Сплитско-далматинска жупанија, Република Хрватска.

## Историја
До територијалне реорганизације у Хрватској налазило се у саставу старе општине Вргорац. Насеље је на попису 2001. године укинуто и спојено са бившим насељем Горње Рашћане у ново насеље Рашћане.

## Становништво
| Број становника по пописима | Број становника по пописима | Број становника по пописима | Број становника по пописима | Број становника по пописима | Број становника по пописима | Број становника по пописима | Број становника по пописима | Број становника по пописима | Број становника по пописима | Број становника по пописима | Број становника по пописима | Број становника по пописима | Број становника по пописима |
| --------------------------- | --------------------------- | --------------------------- | --------------------------- | --------------------------- | --------------------------- | --------------------------- | --------------------------- | --------------------------- | --------------------------- | --------------------------- | --------------------------- | --------------------------- | --------------------------- |
| 1857                        | 1869                        | 1880                        | 1890                        | 1900                        | 1910                        | 1921                        | 1931                        | 1948                        | 1953                        | 1961                        | 1971                        | 1981                        | 1991                        |
| 379                         | 876                         | 421                         | 531                         | 678                         | 696                         | 1.435                       | 1.389                       | 633                         | 520                         | 520                         | 382                         | 299                         | 269                         |

Напомена: Исказују се од 1948. Од 1857. до 1931. исказивано је под именом Рашћане. У 1869, 1921. и 1931. садржи податке за бивше насеље Горње Рашћане. У 2001. спојено је у ново насеље Рашћане.

### Попис1991.
На попису становништва 1991. године, насељено место Доње Рашћане је имало 269 становника, следећег националног састава:
| Попис 1991.‍  | Попис 1991.‍  | Попис 1991.‍ | Попис 1991.‍ | Попис 1991.‍ |
| ------------ | ------------ | ----------- | ----------- | ----------- |
|              |              |             |             |             |
| Хрвати       | Хрвати       |             | 266         | 98,88%      |
| неопредељени | неопредељени |             | 1           | 0,37%       |
| регион. опр. | регион. опр. |             | 1           | 0,37%       |
| непознато    | непознато    |             | 1           | 0,37%       |
| укупно: 269  |              |             |             |             |